# Seven Million
Seven Million è un singolo del rapper statunitense Lil Uzi Vert pubblicato il 31 luglio 2016.

## Descrizione
Il singolo, estratto da The Perfect LUV Tape, vede la collaborazione del rapper Future.

## Tracce
1. Seven Million – 3:02